# Estadio Carlos Dittborn
Estadio Carlos Dittborn är en idrottsarena i Arica i norra Chile. Arenan byggdes inför Fotbolls-VM 1962 och var spelplatsen för grupp A och även för en kvartsfinal. Arenan invigdes 15 april 1962, enbart 15 dagar innan premiären av VM-turneringen. Den första matchen i världsmästerskapet som spelades på arenan var Uruguay mot Colombia, där Uruguay vann med 2-1 inför 7 908 åskådare. Arenan är uppkallad efter Carlos Dittborn, före detta ordförande av CONMEBOL, som var med och anordnade mästerskapet, men som avled några dagar innan VM-turneringen. På arenan spelades även Copa Pacífico 2012. Fotbollslaget San Marcos de Arica spelar sina hemmamatcher på arenan.